# Peter Wurm
Pour les articles homonymes, voir Wurm.
Peter Wurm, né le 23 février 1965 à Hall en Tyrol, est un homme politique autrichien qui membre du Conseil National depuis 2013 pour le Parti de la Liberté d'Autriche (FPÖ)